# Premierzy Kuwejtu

## Chronologiczna lista
| #   | Premier                                                                     | Portret | Kadencja          | Kadencja          |
| --- | --------------------------------------------------------------------------- | ------- | ----------------- | ----------------- |
| 1   | Abd Allah as-Salim as-Sabah عبد الله الثالث السالم الصباح (1895–1965)       |         | 17 stycznia 1962  | 26 stycznia 1963  |
| 2   | Sabah as-Salim as-Sabah صباح السالم الصباح (1913–1977)                      |         | 2 lutego 1963     | 27 listopada 1965 |
| 3   | Dżabir al-Ahmad al-Dżabir as-Sabah صباح السالم الصباح (1926–2006)           |         | 27 listopada 1965 | 8 lutego 1978     |
| 4   | Sad al-Abd Allah as-Salim as-Sabah سعد العبد الله السالم الصباح (1930–2008) |         | 8 lutego 1978     | 13 lipca 2003     |
| 5   | Sabah Al-Ahmad Al-Jaber Al-Sabah صباح الأحمد الجابر الصباح (1929–2020)      |         | 13 lipca 2003     | 30 stycznia 2006  |
| 6   | Nasir al-Muhammad al-Ahmad as-Sabah الشيخ ناصر المحمد الأحمد الصباح (1940–) |         | 7 lutego 2006     | 28 listopada 2011 |
| 7   | Jaber Al-Mubarak Al-Hamad Al-Sabah جابر مبارك الحمد الصباح (1942–2024)      |         | 30 listopada 2011 | 19 listopada 2019 |
| 8   | Sabah al-Chalid as-Sabah صباح الخالد الحمد الصباح (1953–)                   |         | 19 listopada 2019 | 19 kwietnia 2022  |
| 9   | Mohammad Sabah al-Salem al-Sabah صباح الخالد الحمد الصباح (1953–)           |         | 19 kwietnia 2022  | 24 lipca 2022     |
| 10  | Ahmad Nawaf al-Ahmad al-Sabah أحمد النواف الأحمد الصباح (1956–)             |         | 24 lipca 2022     | 4 stycznia 2024   |
| (9) | Mohammad Sabah al-Salem al-Sabah صباح الخالد الحمد الصباح (1955–)           |         | 4 stycznia 2024   | 15 maja 2024      |
| 11  | Ahmad al-Abdullah al-Sabah أحمد عبد الله الأحمد الصباح (1952–)              |         | 15 maja 2024      | nadal             |